# Canton de Mont-Saint-Père
Le canton de Mont-Saint-Père est une ancienne division administrative française du département de l'Aisne, située dans le district de Château-Thierry. Son chef-lieu était la commune de Mont-Saint-Père et le canton comptait 13 communes.

## Histoire
Le canton est créé le 18 février 1790 sous la Révolution française,. 
Le canton a compté onze communes avec Mont-Saint-Père pour chef-lieu au moment de sa création : Barzy, Beuvardes, Le Charmel, Chartèves, Courtemont-Varennes, Épieds, Gland, Jaulgonne, Mézy-Moulins, Mont-Saint-Père, Passy-sur-Marne, Tréloup et Verdilly. Il est une subdivision du district de Château-Thierry qui disparait le 5 Fructidor An III (22 août 1795). Le canton ne subit aucune modification dans sa composition communale pendant cette période.
Lors de la création des arrondissements par la loi du 28 pluviôse an VIII (17 février 1800), le canton de Mont-Saint-Père est rattaché à l'arrondissement de Château-Thierry.
Le canton disparaît le 3 vendémiaire an X (25 septembre 1801) sous le Consulat. Les communes de Barzy, de Chartèves, de Courtemont-Varennes, de Jaulgonne, de Mézy-Moulins, de Passy-sur-Marne et de Tréloup intègrent le canton de Condé-en-Brie. Les communes d'Épieds, de Gland, de Mont-Saint-Père et de Verdilly sont rattachées le Canton de Château-Thierry tandis que les communes de Beuvardes et Le Charmel rejoignent le canton de Fère-en-Tardenois.

## Composition
Le canton est composé de 12 communes au moment de sa suppression en 1801. 
Le tableau suivant en donne la liste, en précisant leur nom, leur population en 1793, puis en 1800, leur cantons de rattachement de l'An X, et leur appartenance aux cantons actuels.

| Communes            | Population (1793) | Population (1800) | Canton de l'an X  | Canton actuel     |
| ------------------- | ----------------- | ----------------- | ----------------- | ----------------- |
| Barzy,              | 477               | 528               | Condé-en-Brie     | Essômes-sur-Marne |
| Beuvardes           | 680               | 714               | Fère-en-Tardenois | Fère-en-Tardenois |
| Le Charmel          | 236               | 322               | Fère-en-Tardenois | Fère-en-Tardenois |
| Chartèves           | 249               | 291               | Condé-en-Brie     | Essômes-sur-Marne |
| Courtemont-Varennes | 261               | 244               | Condé-en-Brie     | Essômes-sur-Marne |
| Épieds              | 420               | 442               | Château-Thierry   | Château-Thierry   |
| Gland               | 422               | 443               | Château-Thierry   | Château-Thierry   |
| Jaulgonne           | 546               | 636               | Condé-en-Brie     | Essômes-sur-Marne |
| Mézy-Moulins        | 287               | 283               | Condé-en-Brie     | Essômes-sur-Marne |
| Mont-Saint-Père     | 474               | 481               | Château-Thierry   | Château-Thierry   |
| Passy-sur-Marne     | 216               | 220               | Condé-en-Brie     | Essômes-sur-Marne |
| Tréloup,            | 1 013             | 1 178             | Condé-en-Brie     | Essômes-sur-Marne |
| Verdilly            | 333               | 354               | Château-Thierry   | Château-Thierry   |

## Évolution démographique
| 1793  | 1800  |
| ----- | ----- |
| 5 614 | 6 136 |

Histogramme

(élaboration graphique par Wikipédia)